# Stadtarchiv Wesel
Das Stadtarchiv Wesel ist die zentrale Dokumentationsstelle für die Geschichte der Stadt Wesel. Seine Räumlichkeiten befinden sich in einem Gebäude der Weseler Zitadelle.

## Gebäude

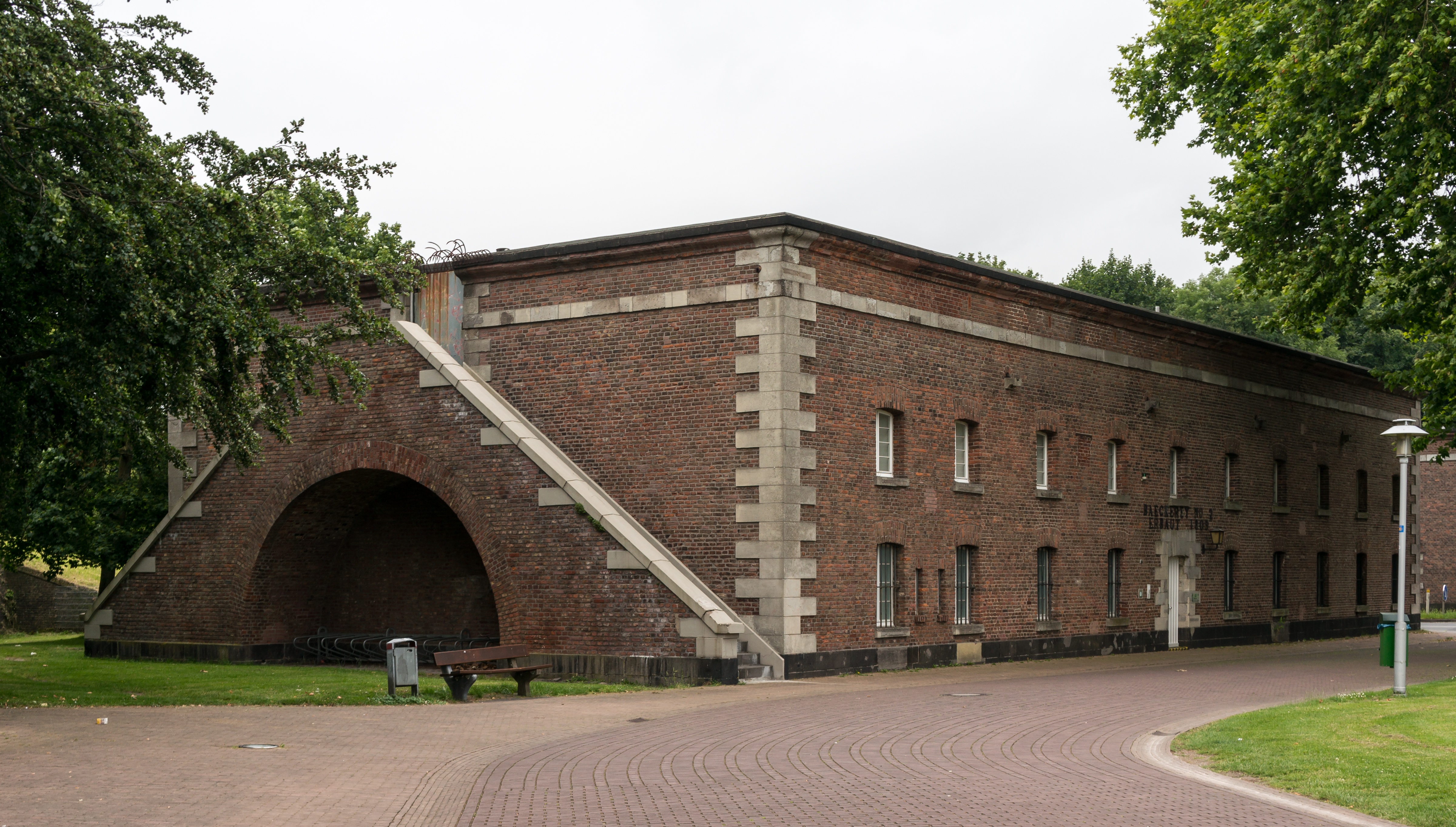
Baeckerey-Gebäude (2014)

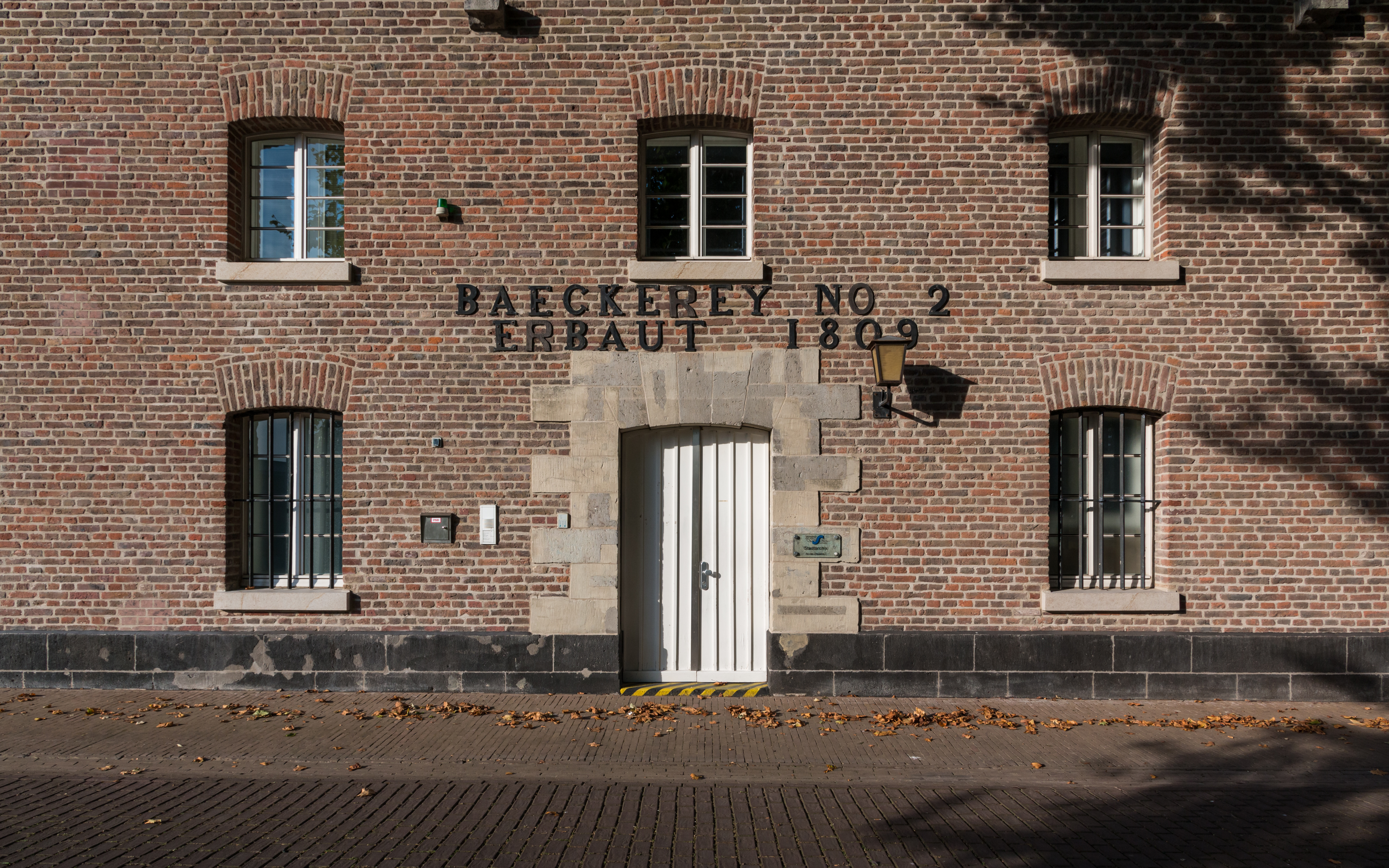
Fassade des Baeckerey-Gebäudes (2016)

Die Räumlichkeiten des Stadtarchivs Wesel befinden sich im Gebäude Baeckerey, welches zur Kaserne VIII der Weseler Zitadelle gehört. Es wurde 1809 unter französischer Herrschaft errichtet und befindet sich unter Denkmalschutz. Die Zitadelle liegt im Süden der Weseler Innenstadt in der Nähe der Straßenkreuzung von B 8 und B 58. Die Baeckerey liegt direkt am Rand der B 58 (Schillstraße), hat ihren Zugang aber über eine kleine Seitenstraße und trägt die Adresse An der Zitadelle 2. Zum Stadtarchiv gehört eine 1993 eingerichtete Restaurierungswerkstatt, welche auch weiteren Kunden offensteht.

## Geschichte und Bestand
Möglicherweise im 14. oder spätestens im 15. Jahrhundert wurde im Dominikanerkloster Wesel mit der Aufbewahrung städtischen Archivguts begonnen. Bis heute erhalten gebliebene Urkunden gehen bis ins Jahr der Stadtgründung 1241 zurück, Handschriften sind ab 1322 und Rechnungen ab 1349 vorhanden. Das um 1456 bezogene spätgotische Weseler Rathaus hatte ein Archiv und 1590 wurde ein westlich an das Rathaus angrenzendes Gebäude eigens für das Archiv gekauft. Das erste Repertorium als Verzeichnis des gesamten Archivguts wurde 1644 nach mehrjähriger Arbeit fertiggestellt. Die systematische Verzeichnung wurde jedoch zunächst nicht fortgesetzt, sodass 1791 bzw. 1792 erneut zwei Repertorien angelegt wurden.
1876 wurden wichtige Teile des Archivguts an das Staatsarchiv Düsseldorf übergeben, was eine wissenschaftliche Auseinandersetzung mit der Stadtgeschichte begünstigte. Zu Beginn des Zweiten Weltkriegs wurde ein Teil davon zurückgeholt und ab 1943 im früheren Weseler Herzogschloss zwischengelagert. Der Bestand wurde 1944 in eine Kasematte des Haupttorgebäudes der Zitadelle gebracht und überstand den Krieg nahezu unbeschadet. Der Teil des Bestands, der von Düsseldorf aus nicht nach Wesel gebracht worden war, wurde in einem Salzbergwerk bei Volpriehausen durch eine schwere Explosion im Juni 1945 dagegen weitgehend zerstört.
Am 18. Oktober 1952 wurde im Keller des ersten Weseler Nachkriegsrathauses an der Ecke Hohe Straße/Kreuzstraße ein neues Stadtarchiv eröffnet, dessen Bestand zwei Jahre später durch die Rückgabe der erhaltenen Urkunden vervollständigt wurde. Ab 1969 wurden erhaltene Dokumente abfotografiert. Durch die kommunale Neugliederung 1969/1975 erweiterten sich die Bestände um die der Gemeinden Obrighoven-Lackhausen und Flüren (1969) sowie Büderich, Bislich, Diersfordt und Blumenkamp (1975). Nach einer vorübergehenden Unterbringung in der Rheinbabenstraße und im 1974 eröffneten Rathaus am Klever-Tor-Platz erhielt das Stadtarchiv seinen heutigen Standort in einem Gebäude der Zitadelle. 1993 wurde dort zudem die zugehörige Restaurierungswerkstatt eröffnet.